# 普安乡 (简阳市)
普安乡，是中华人民共和国四川省资阳市简阳市曾经下辖的一个乡。2019年12月，撤销普安乡，将其所属行政区域划归禾丰镇管辖。

## 行政区划
普安乡撤销前下辖以下地区：
安全村、大坝村、连山村、太山村、永明村和大柏村。